# Kabelvåg
Kabelvåg er et fiskevær og et byområde i Vågan kommune i Lofoten i Nordland med 1.844 indbyggere, som ligger på sydsiden af Austvågøy.
Navnet kan være afledet af «kapel». Det gamle navn på Kabelvåg er Vágar (Vågar) som bestod af tre bugter («våger»); Storvågan, Kabelvåg og Kirkevågen (Kjerkevågen).
Kabelvåg er en gammel handels- og markedsplads og kirke-by; kong Øystein har bygget kirke og rorbuer i Kabelvåg tidlig i 1100-tallet. Kabelvåg var administrationscentrum i den tidligere kommune før kommunesammenlægningen med Gimsøy kommune og Svolvær kommune i 1964.

## Historie
Kabelvåg er det ældste fiskevær i Lofoten og tidligere også det største. Det var her den kommercielle del fiskeriet på Lofoten begyndte for over 1000 år siden. Fiskere fra hele det nordlige Norge søgte til bugterne omkring nutidens Kabelvåg, for at få deres del af det årlige torskefiskeri. Og Vågan udviklede sig til at blive en vigtig by i middelalderens Hålogaland. På Lofotmuseets ejendom i Storvågan ligger resterne af det gamle centrum som da hed Vågar. Grundlaget for Vågans vækst var tørfiskeksporten til middelhavslandene. Omkring år 1000 blev tørfisk en handelsvare. Til at begynde med foregik eksporten direkte fra Nord-Norge, Vågan, og til udlandet. Men efterhånden blev tørfisken opkøbt af købmænd som kom sydfra for at købe fiskene og for at sælge korn og andre nødvendige varer. Tørfisken blev ført til Trondheim og Bergen, efterhånden kun til Bergen, for at blive eksporteret. Tørfisk var Norges første store eksportartikel og udgjorde 80% af Norges eksport i 1300-tallet. Med Den sorte død stagnerede Vågan.
Hans Egede var fra 1707 til 1718 kapellan i Vågan. Han var den første protestantiske præst i Lofoten, og menigheden var glad for ham. Men Egede skændtes uafladeligt med præsten Jakob Parelius. Årsagen var ikke så meget forskellige udlægninger af teksten som det faktum, at præsterne dengang blev betalt for deres arbejde i fisk. Og Egede mente, at han havde fået en dårlig aftale. Gnideriet stod på i næsten hele hans embedsperiode, og til sidst forlod Hans Egede Lofoten og 1721 rejste han med en kongelig kaldelse, tre skibe, sin 48-årige hustru og fire børn til Grønland. Gjertrud og børnene blev de første kvinder og børn siden nordboerne, der gjorde rejsen til Grønland.
Senere opstod der et nyt center i Kabelvåg, og i slutningen af 1800-tallet havde Kabelvåg fået en bymæssig bebyggelse og stedet blev Lofotens hovedby med politi, lensmand, sorenskriver, provst og andre offentlige institutioner og en vigtig handelsby. Et andet tegn på Kabelvågs betydning var aviserne. Ikke mindre end fire aviser udkom her.
Med motoriseringen af fiske- og kystflåden fra 1900-tallet stagnerede udviklingen. Havnen var for lille, og Svolvær overtog den overvejende del af skibstrafikken og dermed også den økonomiske vækst og befolkningsvæksten. Svolvær blev i 1918 udskilt fra Vågan kommune, og blev en selvstændig bykommune. Efterhånden overtog Svolvær gradvis Kabelvågs plads. De statslige og kommunale institutioner flyttede til Svolvær. I 1964 blev der gennemført en kommunesammenlægning mellem Vågan kommune og Svolvær by, og det meste af kommuneadministrationen blev flyttet fra Kabelvåg til Svolvær. Udviklingen gjorde også at det samme efterhånden skete med Kabelvågs handels- og bankvirksomhed.
Til trods for at Kabelvåg har været hærget af mange store ildebrande, har den gamle træhusbebyggelse alligevel været et varemærke for Kabelvåg. Men med de sidste brande i 1990-tallet er så godt som alle de ældste bygninger i Storgata gået tabt.

## Kultur og erhvervsliv
I dag er Kabelvåg først og fremmest et skole- og kulturcenter. I Storvågan ligger der indenfor grænserne for det gamle middelaldercentrum, et kultur- og turistcenter. Der ligger bl.a. Lofotmuseet som er regionsmuseum for Lofoten.
Kabelvåg har grundskole og videregående skole, højskolen Lofoten folkehøgskole og Nordland kunst- og filmfagskole.
I Kabelvåg finder man også attraktioner som Galleri Espolin, Galleri lille Kabelvåg og Lofotakvariet. Vågan kirke, også kendt som Lofotkatedralen, er en korskirke, indviet i 1898. Bygget er opført i tømmer og udformet i nygotisk stil. Det er en langstrakt kirke med korte og brede korsarme, og en lang vestarm. Kirken har 1200 sædepladser. Da kirken blev bygget gjorde den store tilstrømming af fiskere under Lofoten-fiskeriet, at det var behov for en stor kirkebygning.
Kabelvåg var kendt for det årlige marked. Markedet havde traditioner langt tilbage i tiden. Da det første marked blev afholdt i 1882, var det en genoptagelse af det gamle Vågastemnet fra middelalderen. Under Vågastemnet var omsætningen af tørfisk som var den bærende kraft, mens Kabelvåg-markedet i nyere tid mere havde præg af forlystelser. Det sidste traditionelle marked i Kabelvåg var i 1939.
Markedstraditionen er i de senere år genoptaget. Hver sommer arrangeres Vestfjordsejladsen fra Nordskot ved Steigen til havnen i Kabelvåg, og dette sker samtidig med at det arrangeres marked på torvet i Kabelvåg den sidste uge i juni.
Mens næringslivet tidligere var domineret af fiskeri, fiskeindustri og handel, er turismen nu en væsentlig del af erhvervslivet i Kabelvåg. Ellers har Kabelvåg bl.a. metalindustri, betonvarefabrik og fiskeopdrætsvirksomheder.
Kystverket som bl.a. vedligeholder og driver fyrtårne og sømærker, har en afdeling i byen

## Galleri
- Vågan kommune
- Kabelvåg ligger på sydsiden af Austvågøy
- Fjeldet Vågakallen og Kabelvåg omkring 1895
- Kabelvåg
- Kabelvåg
- Vågan kirke (Lofotkatedralen)
- Lofoten Museum i Kabelvåg
- Kabelvåg 1951
- Havnen 1909
- Rorbu i Kabelvåg omkring 1905

## Kendte personer med tilknytning til Kabelvåg
- Tore Hjort
- Hans Egede
- Gjertrud Rasch
- Poul Egede

68°13′N 14°29′Ø / 68.22°N 14.48°Ø
|  | Infoboks uden skabelon Denne artikel har en infoboks dannet af en tabel eller tilsvarende. |